# Liàlitxi
Liàlitxi (en rus: Ляличи) és un poble del krai de Primórie, a l'Extrem Orient de Rússia, que en el cens del 2010 tenia 1.033 habitants.